# Wikariat apostolski Arabii Północnej
Wikariat apostolski Arabii Północnej (łac. Vicariatus Apostolicus Arabiae Septentrionalis) – katolicka jednostka podziału administracyjnego Kościoła katolickiego, obejmująca swoim zasięgiem Kuwejt, Bahrajn, Katar i Arabię Saudyjską. Siedziba wikariusza apostolskiego znajduje się w prokatedrze Świętej Rodziny w Kuwejcie. 

## Historia
Wikariat apostolski Arabii Północnej powstał 29 czerwca 1953 roku jako prefektura apostolska Kuwejtu wydzielona z Wikariatu Apostolskiego Arabii decyzją papieża Piusa XII. 2 grudnia 1954 roku została ona przekształcona w wikariat apostolski Kuwejtu. Ostatnia zmiana miała miejsce w 31 maja 2011 roku, kiedy to zmieniono nazwę na wikariat apostolski Arabii Północnej. Rok później miało miejsce przeniesienie siedziby wikariatu z Kuwejtu do Bahrajnu, co spowodowane było bliższym sąsiedztwem do Arabii Saudyjskiej, gdzie znajduje się większość katolików zamieszkujących wikariat oraz łagodniejsza polityka wizowa.
Obecna sytuacja chrześcijan w wielu krajach wikariatu, zwłaszcza w Arabii Saudyjskiej jest bardzo trudna. Zabrania się budowania nowych kościołów i zabrania się nawracania muzułmanów na katolicyzm. Papież Benedykt XVI i król Arabii Saudyjskiej Abdullah bin Abd al-Aziz zaczęli w 2007 roku dialog na temat otwarcia pierwszego kościoła katolickiego w tym państwie.

## Prefekci i wikariusze apostolscy
- Ubaldo Teofano Stella OCD (1953-1955)
- Victor San Miguel y Erce OCD (1977-1981)
- Adeodato Micallef OCD (1981-2005)
- Camillo Ballin MCCI (2005-2020)
- Aldo Berardi OSST (od 2023)